# سن لورنزو ماجیوره
سن لورنزو ماجیوره (به ایتالیایی: San Lorenzo Maggiore) یک کومونه در ایتالیا است که در استان بنونتو واقع شده‌است.

## خصوصیات
سن لورنزو ماجیوره ۱۶ کیلومترمربع مساحت و ۲٬۸۱۳ نفر جمعیت دارد و ۳۳۰ متر بالاتر از سطح دریا واقع شده‌است.